# Куди йдуть казки
«Куди йдуть казки» («Kur iškeliauja pasakos») — радянський художній фільм 1973 року, знятий режисером Альгірдасом Даусою на Литовській кіностудії.

## Сюжет
Картина створена за мотивами повісті Л. Яцинявічюса «Щавельове поле». Фільм розповідає про молоду людину, яка, закінчивши школу, приходить працювати на великий завод. Перші конфлікти і розбіжності з майстром, перше, не дуже вдале кохання, перші уроки життя.

## У ролях
- Альгіс Кібартас — Гядимінас (дублював Гелій Сисоєв)
- Інгріда Кілшаускайте — Ірма (дублювала Галина Чигинська)
- Сігітас Рачкіс — Едмундас (дублював Юрій Соловйов)
- Арунас Сторпірштіс — Арнас (дублював Олександр Ліпов)
- Альгірдас Шемешкявічюс — Гелажюс, майстер
- Йонас Пакуліс — Шурка
- Вітаутас Румшас — Вацис
- Вікторас Валашинас — Рокас
- Гражина Урбонайте — мати Гядимінаса
- Фелікс Ейнас — роль другого плану
- Вітаутас Гріголіс — роль другого плану
- Кястутіс Ігнатавічюс — музикант
- Едуардас Кунавічюс — роль другого плану
- Ванда Летувайтіте — роль другого плану
- Вітаутас Пятрушкявічюс — роль другого плану
- Ірена Житкуте — дівчина з комітету комсомолу
- Дануте Стракшите — роль другого плану
- Гінтаутас Узас — хлопець на танцях
- Кястутіс Паулавічюс — музикант
- Ремігіюс Сабуліс — роль другого плану
- Александрас Рибайтіс — покупець книг на вулиці
- Раса Кіркільоніте — дівчина на танцях
- Антанас Мацкявічюс — покупець
- Рімантас Багдзявічюс — хлопець на танцях

## Знімальна група
- Режисер — Альгірдас Дауса
- Сценарист — Леонідас Яцинявічюс
- Оператор — Йонас Томашявічюс
- Композитор — Феліксас Байорас
- Художник — Філомена Вайтекунене